# Bach-Quartett
Das Bach-Quartett (polnisch Kwartet Bacha) sind eine Gruppe aus vier Brandungspfeilern im Archipel der Südlichen Shetlandinseln. Sie liegen am Übergang von der Corsair Bight zur Drakestraße vor der Nordküste von King George Island.
Polnische Wissenschaftler benannten sie 1984 nach dem deutschen Komponisten Johann Sebastian Bach (1685–1750).